# 윤취지
윤취지(尹就之, 1583년 음력 윤 2월 24일 - 1644년 2월 18일)는 조선시대 중기의 문신, 정치인이다. 본관은 해평으로 자는 중장(仲將)이다. 1614년(광해군 6년) 8월 27일 위성원종공신 3등(衛聖原從功臣三等)에 책록되었다.

## 생애
윤취지는 1583년 음력 윤 2월 24일 오음 윤두수의 손자로, 병자, 정묘호란 때의 호성공신인 도제 윤흔과 부인 전주이씨의 아들로 태어났다. 선조의 부마 윤신지는 그의 사촌으로, 백부 윤방의 아들이다. 보국숭록대부 윤근수는 종조부였고, 평안도 관찰사를 지낸 윤훤은 그의 숙부였다. 어머니 전주이씨는 도정 이혜의 딸로, 세조의 손자 월산대군의 4대손이다.
1592년부터 1593년 할아버지 윤두수와 숙부 윤간 등이 선조를 의주까지 호종할 때 일가를 따라 의주를 다녀와 그는 1604년(선조 37년) 호성원종공신(扈聖原從功臣) 3등에 책록되었다.
1610년(광해군 2년) 생원시에 입격하여 생원이 되고 이듬해 음서로 출사하였다. 1614년(광해군 6년) 8월 27일 위성원종공신 3등(衛聖原從功臣三等)에 책록되었다. 여러 벼슬을 거쳐 1617년(광해군 9년) 형조좌랑(刑曹佐郞)으로 승진, 그해 형조좌랑이 되었으나 아버지 윤흔의 첩이 계축옥사의 칠서지변 관련자 서양갑의 누이라는 이유로 체차되었다. 1617년 11월 인목대비 폐모론에 반대하다가 파직당했으나 후에 복직, 1619년 9월 호조정랑이 되었다.
그 뒤 관직을 사퇴하고 물러나 있다가 1623년(광해군 15년) 3월 인조 반정 후 다시 복직, 1623년 1월에는 삼척부사(三陟府使)로 부임하였다. 1625년(인조 3년) 2월 4일 평창군수(平昌郡守)로 부임했다가 그해 11월 23일 사복시첨정으로 돌아왔다. 그해 지방관에서 해임되어 중앙으로 온 관료들은 해임 사유를 보고해야 되나, 중도면직이 아닌 임기만료로 잘못 기록한 일과 광해군 때에 권신에게 아첨한 일로 정언 성여관(成汝寬)의 탄핵을 받고 면직되었다. 이어 성여관은 그가 탐관오리라며 다시 탄핵했으나 인조가 이를 무마시켰다.
1631년 1월 다시 삼척부사에 재임명되어 부임했으며, 1632년(인조 10년) 사헌부가 음서로 관직에 오른 음관(蔭官)으로 지방관이 된 자들이 무능하다며 탄핵했으나 인조가 그의 실적이 있음을 들어 거부하였다. 그해 6월 안성군수로 부임하였다. 1635년(인조 13년) 가의대부 행용양위부호군, 1637년 행사과(司果)로 정묘호란 당시 인조의 어가 피난을 호종하였다. 1637년 연안부사로 발령되었으나, 임지에 늦게 도착하여 비변사로부터 탄핵을 받았다.
그 뒤 동지중추부사로 승진, 가의대부가 되었다. 1640년 다시 연안부사가 되었다가 다시 동지중추부사로 전임되었다. 1642년 이천부사(利川府使)로 발령되었다. 1643년 봄과 여름의 인사고과에서 낮은 점수를 받아 해임되었다가, 그해 10월 16일 인조의 특명으로 춘하등 포폄(春夏等褒貶)에서 근무성적 저조자의 직책을 돌려줄 때, 직첩을 돌려받았다. 1644년 2월 18일에 사망했다.

## 가족 관계
- 할아버지 : 윤두수(尹斗壽)
  - 아버지 : 윤흔(尹昕)
  - 어머니 : 전주이씨, 월산대군의 4대손 도정 이혜의 딸
    - 동생 : 윤태지(尹泰之, 관상감직장)

  - 계모 : 영월신씨, 부제학 신응시의 딸
    - 부인 : 전주이씨
      - 아들 : 윤채(尹埰, 1603년 - 1668년)
        - 손자 : 윤세항(尹世恒, 1652 - ?)
        - 손자 : 윤세정(尹世鼎, 1660 - ?)
        - 손자 : 윤세겸(尹世謙, 1668년 6월 18일 - 1749년 9월 24일), 계몽사상가 윤치호의 5대조, 독립운동가 윤치영의 5대조, 서울시장, 4대 대통령 윤보선, 서울대 총장 윤일선의 6대조

## 기타
안성군은 윤취지가 인조 때 안성군수로 재직했으며, 고종 때에는 윤취지의 5대손 윤영렬이 다시 안성군수로 재직했다.

## 같이 보기
- 윤두수
- 윤근수
- 윤흔
- 인조반정
- 윤치호
- 윤보선
- 윤치영
- 윤일선